# Helena Söderman Bohlin
Helena Sivsdotter Söderman, född 1 september 1967, är en svensk flöjtist, dirigent, orkesterledare och pedagog. Sivsdotter Söderman har studerat vid Kungliga Musikhögskolan i Stockholm och på Sibelius-akademin i Helsingfors. Bland hennes lärare märks Bror Samuelsson, Per-Olov Sahl, Lennart Ehrenlood, Stig Bengtsson, Per Ohlsson, Jorma Panula, Eric-Olof Söderström och Tönu Kaljuste. 
Helena har arbetat som studiomusiker med mestadels tonsättare och musiker Mikael Sundin, varit producent och dirigent för Mälardalsoperan i samarbete med Kungl Musikhögskolan, Skansen och Mälardalens högskola under 90-talet. Hon har skrivit teatermusik till Dramaten och arrangerat filmmusik till bland annat Den Osynlige och 9 millimeter och haft nära samarbete med Dag Volle (Denniz Pop) i olika projekt som flöjtist, dirigent och musikerkonsult.  
Helena har erhållit Stallbrödernas stipendium för sin mångsidighet inom musiken. 2018 tilldelades hon Musikaliska Akademiens pedagogpris.  
Var medlem i popgruppen Edson under åren 1998–2003. 
Helena är sedan 1996 dirigent och konstnärlig ledare för Stockholms Akademiska Orkester och arbetar sedan 2002 som lärare i ensembleledning, flöjtspel och flöjtdidaktik på Stockholms Musikpedagogiska Institut och som gästlärare på Kungliga Musikhögskolan i ämnet ensemblemetodik. På Kulturskolan Stockholm är hon sedan 1998 lärare i flöjtspel och musikteori samt dirigent och orkesterledare för Stockholms Ungdomssinfonietta. 
2019 valdes Helena in som ordförande för KUPP! -Kvinnor upp på pulten!
Är dotter till sjökapten Lars Söderman och förskollärare Siv Söderman.